# Wolfgang Forth
Wolfgang Forth (* 24. August 1932 in Mannheim; † 12. April 2009 in München) war ein deutscher Pharmakologe und Toxikologe.

## Leben
Forth war ein Sohn des Chordirektors, später Verwaltungsdirektors am Mannheimer Rosengarten, Hans Kurt Forth und dessen Ehefrau Mathilde geb. Staubitz. Er studierte in Heidelberg Medizin und wurde dort 1958 mit einer von Hans Haas (* 1907), dem Leiter des Pharmakologischen Laboratoriums der Knoll AG, betreuten Dissertation über die zentralnervösen Wirkungen von Sympathomimetika zum Dr. med. promoviert. 1959 heiratete er Dagmar Charlotte von Blomberg, mit der er zwei Töchter und zwei Söhne hatte. Von 1960 bis 1974 arbeitete er bei Walter Rummel am Pharmakologischen Institut der Universität des Saarlandes in Homburg, wo er sich 1967 mit einer Untersuchung über die Resorption von Eisen aus dem Darm für Pharmakologie und Toxikologie habilitierte. 1974 folgte er einem Ruf auf den Lehrstuhl für Pharmakologie und Toxikologie der Ruhr-Universität Bochum als Nachfolger von Otto Kraupp, 1980 einem Ruf auf den Lehrstuhl für Pharmakologie und Toxikologie der Ludwig-Maximilians-Universität München als Nachfolger von Manfred Kiese (1910–1983). Im Jahr 2000 wurde er emeritiert.

## Werk
Die Eisenresorption wurde eines von Forths wichtigsten Themen. 1973 erkannte er mit Rummel, dass bei einer angeborenen Form der sideroblastischen Anämie in den Zellen der Darmschleimhaut ein Protein fehlte oder fehlfunktionierte, das zum Transport des Eisens aus den Zellen ins Blut hinein notwendig war. Im selben Jahr stellten die beiden Forscher das Thema in einer großen Übersicht dar. Etwa fünfundzwanzig Jahre später wurde das Darmschleimhaut-Protein als Hephästin identifiziert.
Die nach bibliometrischer Zählung meistbeachtete Originalarbeit Forths stammte aus seinem zweiten Hauptforschungsgebiet, der Pharmakologie der Abführmittel. Wieder war Rummel beteiligt. Es ging um die abführende Wirkung von Gallensäuren. Die Autoren folgern: „Deshalb wird angenommen, daß eine Hemmung der Natrium-Pumpe, der treibenden Kraft für die Wasserresorption, und die Anregung der Sekretion in den unteren Darmabschnitten durch Gallensäuren in einem ursachlichen Zusammenhang mit deren laxierender Wirkung steht. Möglicherweise kommt der antiresorptiven und sekretionsfördernden Wirkung der Gallensäuren, die eine allzu starke Eindickung des Kotes verhindert, außerdem auch eine physiologische Bedeutung zu.“ Ebenso sagen es die Lehrbücher bis heute: „Antiresorptiv und sekretagog wirkende Laxantien“ wie Gallensäuren, Rizinusöl, Bisacodyl (Dulcolax®) und Sennesblätter sind „Stoffe, die die Resorption von Natrium und damit aus osmotischen Gründen auch die von Wasser hemmen, d. h. antiresorptiv wirken. Außerdem können sie einen Einstrom von Flüssigkeit und von Na+, Cl−, K+ und Ca2+ ins Darmlumen hinein verursachen, d. h. sekretagog wirken.“
Vom Eisenstoffwechsel kam Forth zum Stoffwechsel und zur Toxizität anderer Metalle wie Cadmium, Kupfer, Quecksilber, Zink, Aluminium und Arsen, zur Wechselwirkung dieser Metalle miteinander und mit Eisen sowie zur Toxizität von Quecksilberlegierungen und keramischen Werkstoffen in der Zahnheilkunde.
Charakteristisch für Forth war da Bestreben, seine Wissenschaft nutzbringend weiterzugeben. Mehrere Jahre war er Fachredakteur im Deutschen Ärzteblatt. Dort hat er von 1984, dem Beginn der elektronischen Erfassung der Zeitschrift, bis zu seinem Tod 92 Beiträge veröffentlicht, mehr als alle seine pharmakologischen Kollegen. Dazu gehören Stellungnahmen zu zahnärztlichen Amalgam-Füllungen, zur Schädigung durch Aluminium-haltige Antacida und zur Schädigung durch Schwermetalle in homöopathischen Arzneimitteln. Auch zur Fachgeschichte und zu Tagesereignissen mit toxikologischen Implikationen wie dem Tod von Uwe Barschel nahm er Stellung. Sein letzter Aufsatz im Ärzteblatt behandelte pharmakologische Aspekte des Genusses Coffein-haltiger Getränke.
Demselben Bestreben entsprang 1975 die Herausgabe – gemeinsam mit Rummel und dem Toxikologen Dietrich Henschler – eines neuen Lehrbuchs „Allgemeine und systematische Pharmakologie und Toxikologie“, das heute, 2013, von anderen herausgegeben, in der 10. Auflage vorliegt.
Auf Veranlassung Forths wurde das Münchener Institut 1985 zur Erinnerung an Walther Straub, der es von 1924 bis zu seinem Tod 1944 geleitet hatte, in Walther-Straub-Institut für Pharmakologie und Toxikologie umbenannt.

## Schüler
Die folgenden Wissenschaftler haben sich bei Forth in München für Pharmakologie und Toxikologie habilitiert:
- Wolfgang Kromer (* 1943, Habilitation 1981), später  Pharmakologe bei der Firma Byk Gulden in Konstanz
- Ladislaus Szinicz (* 1943, Habilitation 1983), später Leiter des Instituts für Pharmakologie und Toxikologie der Bundeswehr
- Burckhard Fichtl (* 1944, Habilitation  1984), später Professor am Münchener Institut
- Siegfried G. Schäfer (* 1948, Habilitation 1986), später Leiter der Produktentwicklung bei Solvay Pharmaceuticals in Hannover, Mitherausgeber eines Lehrbuchs der Toxikologie[20]
- Gerhard Strugala (* 1950, Habilitation 1986), später Direktor bei der Firma Apogepha Arzneimittel GmbH
- Elmar Richter (* 1945, Habilitation 1988), später Professor am Münchener Institut
- Klaus-Gustav Eckert (* 1951, Habilitation 1989)
- Ines Golly (* 1952, Habilitation 1989), später Pharmakologin bei der Firma Hermes Arzneimittel in Großhesselohe
- Bernd Elsenhans (* 1943, Habilitation 1990), später Professor am Münchener Institut
- Klaus-Otto Schümann (* 1947, Habilitation 1993), später Professor am Wissenschaftszentrum Weihenstephan für Ernährung, Landnutzung und Umwelt der Technischen Universität München
- Helmut Kreppel (* 1953, Habilitation 1993), später beim Sanitätsamt der Bundeswehr
- Ekkehard Haen (* 1953, Habilitation 1993), später Leiter der Abteilung Klinische Pharmakologie der Psychiatrischen Klinik der Universität Regensburg
- Franz-Xaver Reichl (* 1953, Habilitation 1994), später Professor am Münchener Institut, Herausgeber eines Taschenatlas Toxikologie, zu dem auch andere Mitarbeiter des Instituts beigetragen haben.[21]
- Gerhard Scherer (* 1949, Habilitation 1995)
- Johannes Schulze (* 1955, Habilitation 1996)
- Harald Mückter (* 1952, Habilitation 1997)
- Bernhard Liebl (* 1958, Habilitation 1998), später Bereichsleiter beim Bayerischen Landesamt für Gesundheit und Lebensmittelsicherheit